# Clinocera maculata
Clinocera maculata är en tvåvingeart som beskrevs av Friedrich Hermann Loew 1860. Clinocera maculata ingår i släktet Clinocera och familjen dansflugor. Inga underarter finns listade i Catalogue of Life.